# 蜂須賀年子

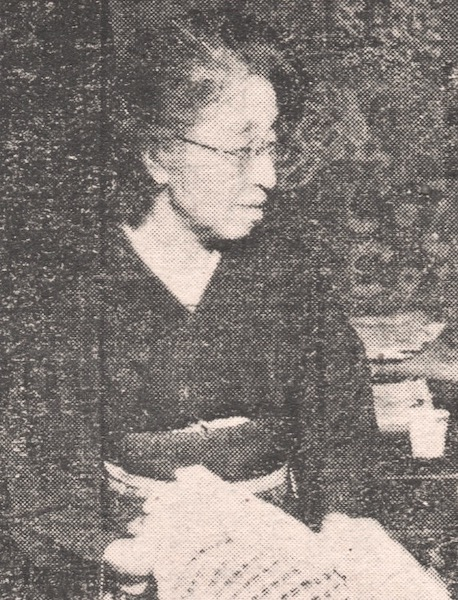
1953年

蜂須賀 年子（はちすか としこ、1896年〈明治29年〉12月1日 - 1970年〈昭和45年〉12月29日）は、日本のデザイナー。教育者。東京府出身。

## 生涯
蜂須賀正韶の長女として生まれる。母は徳川慶喜の娘・蜂須賀筆子。妹に笛子・小枝子、弟に蜂須賀正氏がいる。
1907年（明治40年）、母・筆子が死去する。聖心女学院で学ぶ。子爵松平康春と結婚し、四女一男を産んだ。後に離婚した。
日本手芸協会連合副会長を務めた。1947年、菊華中学校・高等学校（現在の杉並学院中学高等学校）校長に就任。
戦後、三田にあった邸宅の一部を改造して、蜂須賀服飾学園を設立した。その他、ニュー・スタイル学院（上野）と山脇服飾美術学院（市ヶ谷）で教えた。

## 系譜
- 父：蜂須賀正韶
- 母：蜂須賀筆子 - 徳川慶喜の四女
- 外祖父：徳川慶喜
- 祖父：蜂須賀茂韶
- 妹弟：
蜂須賀笛子 - 男爵・松田正之夫人
蜂須賀小枝子 - 子爵・佐竹義種夫人
蜂須賀正氏 - 鳥類学者
- 配偶者：子爵・松平康春 - 後に離婚。
娘4人
長男：松平康 - 「五人目の男の子が生れたとき、何だか自分の義務を果したような気になつて、私は実家蜂須賀家にかえつてきた」[4]

## 交友関係
- 谷崎潤一郎 - 互いに熱海市在住時代があり、交流あり。谷崎の作品には年子の話をモデルにしたと思われるものが出てくる[注 1]。

## 著書
- 『大名華族』三笠書房、1957年10月30日。NDLJP:3036308。(要登録)
- 岡登貞治; 蜂須賀年子 編『手芸の事典』東京堂出版、1967年4月10日。NDLJP:2512109。(要登録)

## 関連文献
- 蜂須賀正氏『南の探検』 平凡社ライブラリー、2006年3月。1943年刊行書の復刊[注 2]